# Francis Scobee
Francis Richard "Dick" Scobee (Cle Elum, 19 de maio de 1939 — Cabo Canaveral, 28 de janeiro de 1986) foi um astronauta norte-americano, comandante da missão STS-51-L do ônibus espacial Challenger, que explodiu no ar durante seu lançamento em janeiro de 1986, matando todos os sete tripulantes.
Scobee entrou para a Força Aérea dos Estados Unidos em 1957 e combateu como piloto de combate na Guerra do Vietnam. Após o conflito, tornou-se piloto de testes da Aeronáutica, pilotando diversos tipos de aviões como  Boeing 747, C-5 Galaxy, o maior avião de transportes do mundo, F-111 e o experimental X-24, deixando a Força Aérea como tenente-coronel aos 38 anos.
Em 1984 ele foi ao espaço pela primeira vez, como piloto da Challenger, a mesma nave onde morreria dois anos depois.

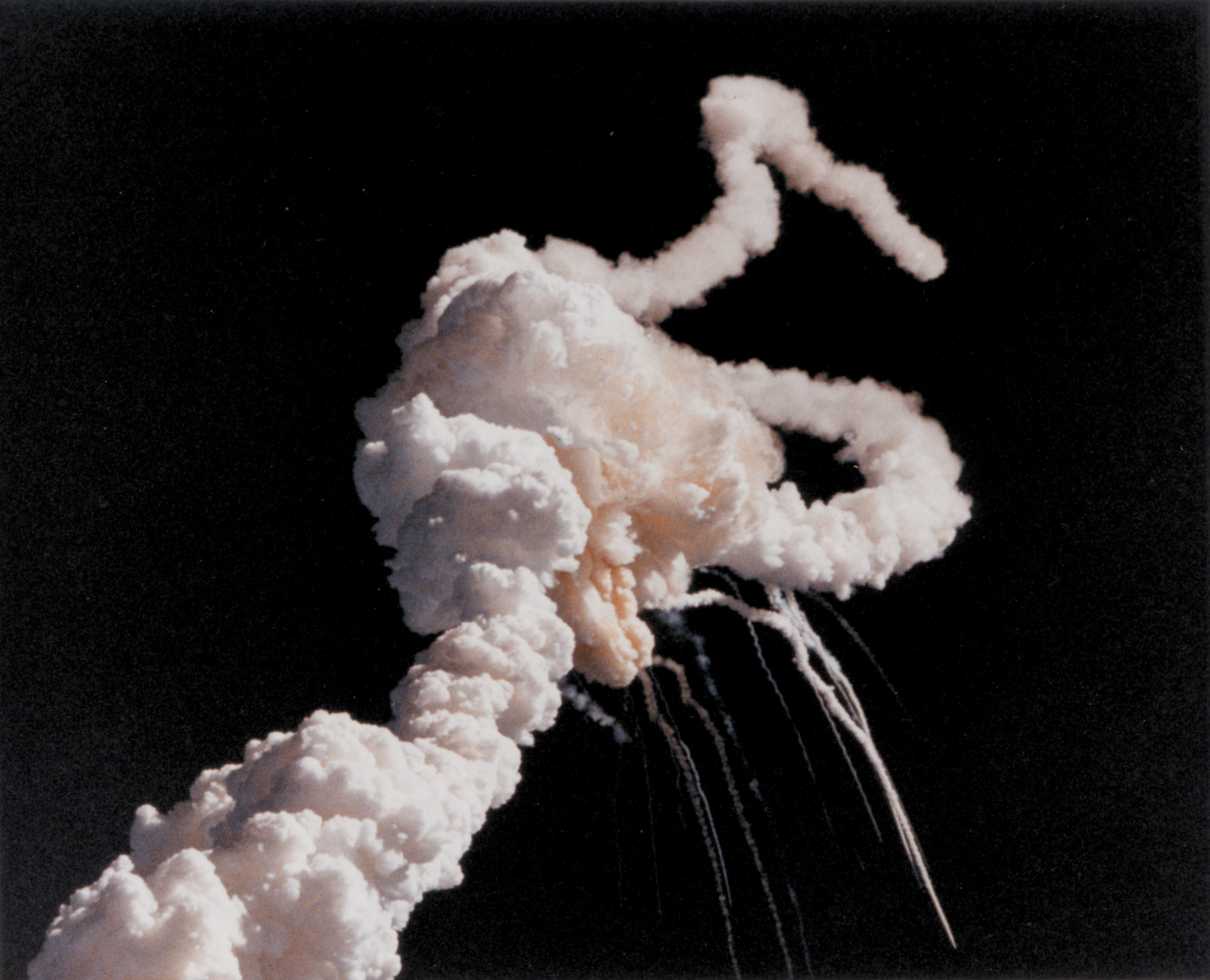
A Challenger explode no ar

A fatídica missão STS-51-L da Challenger em 28 de janeiro de 1986, comandada por Scobee, cujo objetivo era colocar um satélite  em órbita para estudar o Cometa de Halley durante sua aproximação da Terra, e inaugurar o programa Professores no Espaço – a professora de escola pública Christa McAuliffe foi a escolhida entre mais de 11 000 professores dos Estados Unidos para integrar a tripulação e morreu no desastre – terminou de maneira trágica 73 segundos após o lançamento. Os anéis O-ring dos foguetes propulsores de combustível sólido expandiam-se e se contraiam à medida que sua temperatura variava. No dia do acidente, a temperatura no Centro Espacial Kennedy estava abaixo de zero, o que fez com que os anéis se contraíssem. Com os anéis contraídos, houve escape de combustível dos foguetes, o que causou a explosão, na frente de milhões de pessoas que acompanhavam o lançamento ao vivo pela televisão, matando todos os tripulantes.
Seus restos foram enterrados no Cemitério Nacional de Arlington e foi condecorado postumamente com a Medalha Espacial de Honra do Congresso dos Estados Unidos.